# Polymerus holosericeus
Polymerus holosericeus är en insektsart som beskrevs av Carl Wilhelm Hahn 1831. Polymerus holosericeus ingår i släktet Polymerus och familjen ängsskinnbaggar. Inga underarter finns listade i Catalogue of Life.